# Hans Joachim von Koblinski
Hans Joachim von Koblinski, auch Hans-Joachim von Koblinski (* 16. Juni 1921 in Berlin; † 9. August 2013 in Hamburg) war ein deutscher Autor. Er schrieb zwischen 1952 und etwa 1995 etwa 2200 Romane, die vorrangig als Leihbuch und Heftroman erschienen.

## Leben
Koblinski entstammte einer masurischen Adelsfamilie. Sein Vater war Kriminaldirektor in Berlin. Hans Joachim von Koblinski verpflichtete sich nach dem Abitur bei der Wehrmacht und studierte dort Pharmazie. Am Zweiten Weltkriegs nahm er bis zu dessen Ende teil. Danach bestritt er seinen Lebensunterhalt zunächst mit Aushilfstätigkeiten bei der Bayer AG in Leverkusen. Später wurde er Lokalreporter beim Kölner Stadt-Anzeiger. Im Zuge dessen kam er in Kontakt mit Billy Jenkins, der ihm 1952 einen Kontakt zum Uta-Verlag vermittelte. Für diesen schrieb er seinen ersten Heftroman (Tom Prox Nr. 47 Schwieriger Auftrag). Kurz darauf kamen weitere Heftromane der Serie Bob Hill und auch Leihbücher (Western und Krimi) zu dieser Serie hinzu. Hans Joachim von Koblinski kündigte beim Stadtanzeiger und wurde hauptberuflicher Autor.
Außer für den Uta-Verlag schrieb er auch für den Feldmann-Verlag Leihbücher, vorrangig Kriminal- und Liebesromane. Bei Feldmann wurde er im Jahr 1957 für eine monatliche Pauschale von 150 Mark als Lektor eingestellt. Zudem war er für das Redigieren von Manuskripten, inklusive ggf. nötiger Kürzungen und Erweiterungen, sowie die Covergestaltung der Kriminal- und Frauenromane zuständig. Für das Redigieren zahlte der Verlag zwischen 200 und 400 Mark pro Roman, wozu die Honorare für die eigenen Romane kamen. Koblinski betreute den gesamten Kriminal- und Frauenromanbereich des Verlages. Das waren monatlich zwölf Neuerscheinungen, nach dem Zukauf des Zwei Schwalben-Verlags noch vier weitere. In dieser Zeit entschied er selbständig darüber, was angekauft und veröffentlicht wurde.
Der Arbeitsaufwand machte das Schreiben der eigenen Bücher zunehmend schwieriger, die vorrangig bei Franke und Feldmann erschienen. Daher kam es dazu, dass er die Termine für die Manuskriptabgabe regelmäßig überzog. So ging er dazu über, seine Romane für Feldmann auf Tonband zu diktieren. Im Verlag wurden sie dann abgeschrieben und zum Satz gegeben. In einigen Fällen reichte die Zeit selbst dafür nicht, sodass er einige Romane direkt dem Schriftsetzer diktierte.
Mit dem Auslaufen der Leihbücher schrieb er ab 1972 einige Zeit pornographische Romane für die Verlage Olympia Press und Decker. Der Feldmann Verlag beendete als einer der letzten Leihbuchverlage 1976 seine Geschäftstätigkeit, womit auch Koblinskis Zeit als Lektor endete. Ab 1978 schrieb er wieder Heftromane, nun für den Bastei-Verlag. Er war an den Reihen Professor Zamorra, Mark Baxter, dem Gespenster-Krimi, Jerry Cotton, der Heftromanumsetzung von Kojak. Einsatz in Manhattan und dem Mitternachts-Roman beteiligt.
Noch bis etwa Mitte der 90er schrieb er Frauenromane und Western im Heftromanformat. Ab etwa 1995 war er aus gesundheitlichen Gründen nicht mehr in der Lage weitere Romane zu verfassen. Da das zuvor verdiente Geld vollständig ausgegeben war, lebte er – mangels Einkünften aus den Romanen – von einigen Nachdrucken im Frauenbereich und der Zamorra Liebhaber-Edition, im Übrigen von Sozialhilfe.
Im Laufe der Jahre benutzte Hans Joachim von Koblinski eine Vielzahl von Pseudonymen, vielfach gemeinsam mit anderen Autoren. Dazu gehörten John Fletcher, Terry Shattner, Robert Lamont, Frederic Collins, Brian Elliot, Frank deLorca, Joe McBrown, J. H. Wayne, Jim Kellog, John Fletcher Dagmar von Kirchstein, Phil A. Moore, Henry C. Scott und Bert Andreas.